# Kvalifikace na Mistrovství světa ve fotbale 2022 (CONCACAF) – Druhá fáze
Druhá fáze kvalifikace na mistrovství světa 2022 zóny CONCACAF se hrála od 12. do 15. června 2021.

## Formát
Z první fáze postoupilo celkem šest týmů, které hrály doma a venku ve třech duelech. Tři vítězové postoupili do třetí fáze.

## Termíny
Zápasy byly původně naplánovány na březen 2021, ale později byly přeloženy na červen 2021 kvůli pandemii covidu-19.
| Kolo         | Datum zápasu    |
| ------------ | --------------- |
| První zápasy | 12. června 2021 |
| Odvety       | 15. června 2021 |

## Týmy
Poznámka: Tučně vyznačené týmy postoupily do třetí fáze.
| Skupina (První fáze) | Vítězové              |
| -------------------- | --------------------- |
| A                    | Salvador              |
| B                    | Kanada                |
| C                    | Curaçao               |
| D                    | Panama                |
| E                    | Haiti                 |
| F                    | Svatý Kryštof a Nevis |

Zápasy druhé fáze byly předem určeny takto:
- Vítěz skupiny A proti vítězi skupiny F
- Vítěz skupiny B proti vítězi skupiny E
- Vítěz skupiny C proti vítězi skupiny D

Vítězové skupin D-F hráli první zápas doma, zatímco vítězové skupin A-C hostili odvety.

## Zápasy
Zápasy se hrály 12. a 15. června 2021.
| Domácí v 1. zápase    | Celkem | Hosté v 1. zápase | 1. zápas | 2. zápas |
| --------------------- | ------ | ----------------- | -------- | -------- |
| Svatý Kryštof a Nevis | 0:6    | Salvador          | 0:4      | 0:2      |
| Haiti                 | 0:4    | Kanada            | 0:1      | 0:3      |
| Panama                | 2:1    | Curaçao           | 2:1      | 0:0      |

První zápasy 
| 12. června 2021 16:00 UTC-4 |     |                                            |                                                            |
| Svatý Kryštof a Nevis       | 0:4 | Salvador                                   | Warner Park, Basseterre diváci: 0 rozhodčí: Kevin Morrison |
|                             |     | Rugamas 3', 27' Pérez 20' Cerén 64' (pen.) | Warner Park, Basseterre diváci: 0 rozhodčí: Kevin Morrison |

| 12. června 2021 17:00 UTC-4 |     |           |                                                                   |
| Haiti                       | 0:1 | Kanada    | Stade Sylvio Cator, Port-au-Prince diváci: 0 rozhodčí: John Pitti |
|                             |     | Larin 14' | Stade Sylvio Cator, Port-au-Prince diváci: 0 rozhodčí: John Pitti |

| 12. června 2021 18:15 UTC-5 |     |           |                                                                                   |
| Panama                      | 2:1 | Curaçao   | Národní stadion Roda Carewa, Panamá diváci: 7 000 rozhodčí: Jaime Herrera Bonilla |
| Quintero 55' Waterman 77'   |     | Janga 87' | Národní stadion Roda Carewa, Panamá diváci: 7 000 rozhodčí: Jaime Herrera Bonilla |

Odvety 
| 15. června 2021 19:00 UTC-4 |     |        |                                                                      |
| Curaçao                     | 0:0 | Panama | Ergilio Hato Stadium, Willemstad diváci: 2 760 rozhodčí: Marco Ortíz |
|                             |     |        | Ergilio Hato Stadium, Willemstad diváci: 2 760 rozhodčí: Marco Ortíz |

Panama postoupila díky celkovému skóre 2:1 do třetí fáze.
| 15. června 2021 19:30 UTC-6 |     |                       |                                                                    |
| Salvador                    | 2:0 | Svatý Kryštof a Nevis | Estadio Cuscatlán, San Salvador diváci: 0 rozhodčí: Keylor Herrera |
| Pérez 24' Mayen 87'         |     |                       | Estadio Cuscatlán, San Salvador diváci: 0 rozhodčí: Keylor Herrera |

Salvador postoupil díky celkovému skóre 6:0 do třetí fáze.
| 15. června 2021 20:05 UTC-5              |     |       |                                                                 |
| Kanada                                   | 3:0 | Haiti | SeatGeek Stadium, Bridgeview diváci: 0 rozhodčí: Rubiel Vazquez |
| Duverger 46' (vl.) Larin 74' Hoilett 89' |     |       | SeatGeek Stadium, Bridgeview diváci: 0 rozhodčí: Rubiel Vazquez |

Kanada postoupila díky celkovému skóre 4:0 do třetí fáze.